# 미르달스예퀴들
미르달스예퀴들(아이슬란드어: Mýrdalsjökull)은 아이슬란드의 빙하로, 아이슬란드의 서남쪽에 위치하고 있다. 이 빙하는 에이야퍄들라이외퀴들 빙하와 같이 한 개의 화산을 덮고 있다. 바로 카틀라 화산이다. 이 화산은 칼데라가 있는데, 두꺼운 빙하가 칼데라를 가리고 있기 때문에 눈에 잘 보이지 않는다. 그리고 카틀라 화산이 폭발하면 이 빙하가 녹아 대홍수가 발생할 것이라고 한다.
카틀라 화산의 경우는 최종 분화가 1918년에 있었다.

## 같이 보기
- 아이슬란드의 지리